# Rampage (Computerspiel)
Rampage ist ein Arcade-Spiel, das 1986 von Bally Midway entwickelt wurde. Ziel des Spieles, in dem bis zu drei Spieler gleichzeitig spielen können, ist es, Häuser zu zerstören.

## Handlung
Die drei ursprünglich menschlichen Spielfiguren wurden in Monster verwandelt: George in einen Gorilla (ähnlich King Kong), Lizzie in einen Dinosaurier wie Godzilla und Ralph in einen großen Werwolf.

## Spielprinzip
Die Monster müssen an Häusern hochklettern und diese zum Einsturz bringen, entweder durch Fausthiebe oder indem sie sich durch Fußtritte an der Fassade hinunterbewegen.
Auch können Fenster eingeschlagen werden, hinter denen sich Personen oder Gegenstände befinden. Außerdem können gegnerische Hubschrauber, Panzer, Polizeifahrzeuge und Boote zerschlagen sowie Personen aufgegessen werden. Dynamit essen ist hingegen tödlich. Die Gegner schießen mit verschiedenen Waffen auf die Monster. Durch Verzehren der richtigen Nahrung kann der Schaden verringert werden; bei zu starkem Verlust verwandeln sich die Monster wieder in Menschen.
Wenn die Stadt vollständig zerstört ist, geht es zum nächsten der insgesamt 768 Levels.

## Entwicklungs- und Veröffentlichungsgeschichte
Ein Rampage-Arcade-Automat ist im Film Terminator 2 zu sehen.
Im Mai 2018 ist eine Verfilmung des Spiels mit Dwayne Johnson als Darsteller unter dem Namen Rampage – Big Meets Bigger erschienen. Im Gebäude der Genmanipulations-Firma sieht man in einem kurzen Kameraschwenk ebenfalls den Original-Automaten als Easter Egg.

### Portierungen
Das Spiel erschien erstmals 1988 auf vielen Konsolen und Homecomputern.
- Nintendo Entertainment System (NES) (1988)
- Atari 2600 (1989)
- Sega Master System (1989)
- Atari Lynx (1991)
- Tandy TRS-80 Color Computer (nur CoCo III)
- ZX Spectrum (1988)
- Amstrad CPC (1988)
- Commodore 64 (1988) auch für 3 Spieler
- PC DOS (1988)
- Atari ST (1989)
- Amiga (1989)
- Apple II
- Windows auf Midway Arcade Treasures (2004)

Außerdem als Midway-Kompilationen auf PlayStation (1/2), Dreamcast, GameCube, Xbox, PSP und Game Boy Advance (2000–2005).

### Nachfolgespiele
- Rampage World Tour (1997, Arcade)
- Rampage 2: Universal Tour (Arcade, 1999 Nintendo 64)
- Rampage Through Time (2000, PlayStation)
- Rampage: Total Destruction (2006, GameCube, PS2, Wii)

## Rezeption
Die deutsche Power Play wies in einer Rezension der Commodore-64-Portierung darauf hin, dass eine Umsetzung des Original-Spielautomaten für 8bit-Heimcomputer nur eingeschränkt möglich sei, da die Grafikfähigkeiten des C64 eingeschränkt seien und ein Joystick im Gegensatz zum Spielautomaten nur über einen Feuerknopf verfüge. Die durch letzteres Manko bedingte, schwierige Steuerung behindere den Spielspaß. Zwar sei die Umsetzung ansonsten gelungen, der Spielwitz bleibe aber laut Redakteur Boris Schneider auf der Strecke.